# 浜正雄
浜 正雄（はま まさお、1905年1月30日 - 没年不詳）は、日本の実業家。

## 経歴
浜磯之助の長男として福岡県早良郡鳥飼村（現・福岡市）に生まれる。日本学士院会員の医学者浜清は実弟。1922年福岡県立中学修猷館、1925年3月旧制福岡高等学校文科甲類を経て、1928年3月九州帝国大学法文学部を卒業。
1928年3月徴兵により佐世保重砲兵大隊に1年間入隊。1931年4月外務省文化事業部補給生として中国に留学し北京大学、清華大学、東亜同文書院などで現代中国の研究を行う。
1934年4月南満洲鉄道（満鉄）に入社し、対中国要員として満鉄調査部に配属される。青島事務所を経て、1936年4月北京事務所へ異動し、同年12月中国における満鉄の権益拡大をコントロールする機構である、大連本社の総裁室東亜課に勤務。1938年11月上海事務所調査役となり、上海特務機関に出向して、情報収集および宣撫活動に従事する。1940年上海事務所調査室幹事を経て、1941年4月同主事となり、調査の総括責任者として里見甫機関などと連携し情報活動を行う。この頃、満鉄調査部の嘱託であった尾崎秀実が度々上海を訪れ一緒に活動をしている。1943年一時東京の総力戦研究所研究員となるが、同年9月満鉄新京本部企画室参与となる。1944年関東軍参謀部第四課に出向し、中佐待遇の軍属となり物資調達と動員計画に従事して、新京で終戦を迎える。
1946年9月満洲から帰国。1948年6月福岡経済同友会特別会員となる。1949年4月九州経済調査協会（九経調）研究委員、1952年4月同常務理事を経て、1954年4月同理事長に就任する。同月、福岡経済同友会常任理事・事務局長にも就任している。
1961年4月九州・山口経済連合会（現・九州経済連合会、九経連）が設立されると、専務理事に就任。1963年8月福岡県総合開発審議会会長、同年10月福岡市総合計画審議会会長、1969年9月福岡県都市計画地方審議会会長なども務めた後、1973年4月九経連副会長兼理事長に就任する。
1958年11月西日本文化賞、1970年10月藍綬褒章。